# ۱۳۴ (عدد)
۱۳۴(صد و سی و چهار) یک عدد طبیعی است که بعد از ۱۳۳ و قبل از ۱۳۵ قرار دارد.